# Borodulino (Kraj Permski)
Borodulino (ros. Бородулино) – osiedle w Rosji, w Kraju Permskim, w rejonie wierieszczagińskim. W 2010 liczyło 1068 mieszkańców.